# Nuoto ai campionati mondiali di nuoto 2013 - 200 metri misti maschili
Le qualifiche per la semifinale si sono svolte la mattina del 31 luglio 2013, mentre la semifinale si è svolta la sera dello stesso giorno. La finale, invece, si è svolta la sera del 1º agosto 2013.

## Medaglie
| Posizione | Atleta         | Paese       |
| --------- | -------------- | ----------- |
| Oro       | Ryan Lochte    | Stati Uniti |
| Argento   | Kōsuke Hagino  | Giappone    |
| Bronzo    | Thiago Pereira | Brasile     |

## Record
Prima della manifestazione il record del mondo (WR) e il record dei campionati (CR) erano i seguenti.
| Record mondiale       | 1'54"00 | Ryan Lochte Stati Uniti | 28 luglio 2011 Shanghai, Cina |
| Record dei campionati | 1'54"00 | Ryan Lochte Stati Uniti | 28 luglio 2011 Shanghai, Cina |

## Risultati

### Batterie
| Pos. | Batteria | Corsia | Atleta              | Nazionalità          | Tempo   | Note |
| ---- | -------- | ------ | ------------------- | -------------------- | ------- | ---- |
| 1    | 3        | 4      | László Cseh         | Ungheria             | 1'57"70 | Q    |
| 2    | 4        | 4      | Kōsuke Hagino       | Giappone             | 1'57"73 | Q    |
| 3    | 4        | 2      | Wang Shun           | Cina                 | 1'57"83 | Q    |
| 4    | 4        | 7      | Simon Sjödin        | Svezia               | 1'58"02 | Q    |
| 5    | 5        | 4      | Ryan Lochte         | Stati Uniti          | 1'58"46 | Q    |
| 6    | 5        | 5      | Thiago Pereira      | Brasile              | 1'58"54 | Q    |
| 7    | 4        | 5      | Henrique Rodrigues  | Brasile              | 1'58"73 | Q    |
| 8    | 3        | 5      | Daniel Tranter      | Australia            | 1'58"76 | Q    |
| 8    | 4        | 6      | Markus Deibler      | Germania             | 1'58"76 | Q    |
| 10   | 5        | 3      | Conor Dwyer         | Stati Uniti          | 1'58"78 | Q    |
| 11   | 3        | 2      | Kenneth To          | Australia            | 1'59"21 | Q    |
| 12   | 5        | 6      | Daiya Seto          | Giappone             | 1'59"25 | Q    |
| 13   | 4        | 8      | Diogo Carvalho      | Portogallo           | 1'59"39 | Q    |
| 14   | 3        | 3      | Roberto Pavoni      | Gran Bretagna        | 1'59"41 | Q    |
| 15   | 5        | 1      | Mao Feilian         | Cina                 | 1'59"68 | Q    |
| 16   | 3        | 8      | Joseph Schooling    | Singapore            | 1'59"99 | Q    |
| 17   | 4        | 3      | Jérémy Stravius     | Francia              | 2'00"00 |      |
| 18   | 3        | 7      | Gal Nevo            | Israele              | 2'00"01 |      |
| 19   | 5        | 7      | Federico Turrini    | Italia               | 2'00"02 |      |
| 20   | 4        | 1      | Yakov-Yan Toumarkin | Israele              | 2'00"13 |      |
| 21   | 5        | 0      | Albert Puig         | Spagna               | 2'00"49 |      |
| 22   | 5        | 2      | Ieuan Lloyd         | Gran Bretagna        | 2'00"65 |      |
| 23   | 3        | 1      | Andrew Ford         | Canada               | 2'01"69 |      |
| 24   | 5        | 8      | Raphaël Stacchiotti | Lussemburgo          | 2'01"71 |      |
| 25   | 2        | 3      | Jakub Maly          | Austria              | 2'01"92 |      |
| 26   | 5        | 9      | Michael Meyer       | Sudafrica            | 2'01"96 |      |
| 27   | 4        | 0      | Taki Mrabet         | Tunisia              | 2'02"22 |      |
| 28   | 3        | 6      | Philip Heintz       | Germania             | 2'02"23 |      |
| 29   | 2        | 0      | Mohamed Khaled      | Egitto               | 2'02"29 |      |
| 30   | 3        | 9      | Jan Świtkowski      | Polonia              | 2'02"40 |      |
| 31   | 2        | 8      | Yury Suvorau        | Bielorussia          | 2'02"60 |      |
| 32   | 2        | 4      | Aleksey Derlyugov   | Uzbekistan           | 2'02"79 |      |
| 33   | 4        | 9      | Ward Bauwens        | Belgio               | 2'03"24 |      |
| 34   | 2        | 2      | Maksym Shemberev    | Ucraina              | 2'03"49 |      |
| 35   | 1        | 6      | Irakli Bolkvadze    | Georgia              | 2'03"55 |      |
| 36   | 2        | 5      | Im Tae-Jeong        | Corea del Sud        | 2'03"61 |      |
| 37   | 2        | 7      | Bogdan Knezevic     | Serbia               | 2'03"72 |      |
| 37   | 2        | 9      | Ensar Hajder        | Bosnia ed Erzegovina | 2'03"72 |      |
| 39   | 1        | 4      | Pavel Janecek       | Rep. Ceca            | 2'03"83 |      |
| 40   | 3        | 0      | Mitchell Donaldson  | Nuova Zelanda        | 2'03"89 |      |
| 41   | 2        | 1      | Fran Krznarić       | Croazia              | 2'04"51 |      |
| 42   | 1        | 3      | Pedro Pinotes       | Angola               | 2'04"85 |      |
| 43   | 1        | 2      | Christoph Meier     | Liechtenstein        | 2'05"08 |      |
| 44   | 2        | 6      | Miguel Robles       | Messico              | 2'05"43 |      |
| 45   | 1        | 5      | Vasilli Danilov     | Kirghizistan         | 2'07"66 |      |
| 46   | 1        | 1      | Marko Blaževski     | Macedonia            | 2'07"78 |      |
| 47   | 1        | 8      | Bartal Hestoy       | Fær Øer              | 2'09"46 |      |
| 48   | 1        | 0      | Rezne Wong          | Namibia              | 2'09"59 |      |
| 49   | 1        | 7      | Jean Luis Gomez     | Rep. Dominicana      | 2'10"78 |      |
| 50   | 1        | 9      | Douglas Miller      | Figi                 | 2'14"27 |      |

### Semifinali

#### Semifinale 1
| Pos. | Corsia | Atleta           | Nazionalità   | Tempo   | Note |
| ---- | ------ | ---------------- | ------------- | ------- | ---- |
| 1    | 4      | Kōsuke Hagino    | Giappone      | 1'57"38 | Q    |
| 2    | 3      | Thiago Pereira   | Brasile       | 1'57"52 | Q    |
| 3    | 7      | Daiya Seto       | Giappone      | 1'58"03 | Q    |
| 4    | 6      | Daniel Tranter   | Australia     | 1'58"10 | Q    |
| 5    | 5      | Simon Sjödin     | Svezia        | 1'58"17 | Q    |
| 6    | 2      | Conor Dwyer      | Stati Uniti   | 1'58"56 |      |
| 7    | 1      | Roberto Pavoni   | Gran Bretagna | 1'59"44 |      |
| 8    | 8      | Joseph Schooling | Singapore     | 2'00"49 |      |

#### Semifinale 2
| Pos. | Corsia | Atleta             | Nazionalità | Tempo   | Note |
| ---- | ------ | ------------------ | ----------- | ------- | ---- |
| 1    | 3      | Ryan Lochte        | Stati Uniti | 1'57"07 | Q    |
| 2    | 4      | László Cseh        | Ungheria    | 1'57"41 | Q    |
| 3    | 5      | Wang Shun          | Cina        | 1'57"80 | Q    |
| 4    | 2      | Markus Deibler     | Germania    | 1'58"53 |      |
| 5    | 6      | Henrique Rodrigues | Brasile     | 1'59"47 |      |
| 6    | 7      | Kenneth To         | Australia   | 1'59"54 |      |
| 7    | 8      | Mao Feilian        | Cina        | 1'59"65 |      |
| 8    | 1      | Diogo Carvalho     | Portogallo  | 2'00"09 |      |

### Finale
| Pos. | Corsia | Atleta         | Nazionalità | Tempo   | Note |
| ---- | ------ | -------------- | ----------- | ------- | ---- |
|      | 4      | Ryan Lochte    | Stati Uniti | 1'54"98 |      |
|      | 5      | Kōsuke Hagino  | Giappone    | 1'56"29 |      |
|      | 6      | Thiago Pereira | Brasile     | 1'56"30 |      |
| 4    | 2      | Wang Shun      | Cina        | 1'56"86 |      |
| 5    | 3      | László Cseh    | Ungheria    | 1'57"70 |      |
| 6    | 1      | Daniel Tranter | Australia   | 1'57"88 |      |
| 7    | 7      | Daiya Seto     | Giappone    | 1'58"45 |      |
| 8    | 8      | Simon Sjödin   | Svezia      | 1'59"79 |      |